# Emil Skoglund
Emil Skoglund, född 9 juni 1974 i Björbo i Dalarnas län är en svensk ishockeyspelare som spelade med Leksands IF i början av nittiotalet.
Skoglund lyckades dock aldrig ta en ordinarie plats under Wayne Flemings ledning. Har därefter spelat i HC Vita Hästen, Timrå IK, Lidingö HC och Mora IK innan han vände hem till moderklubben Björbo IF för att bli spelande tränare 2003. Emil Skoglund blev utsedd till den bästa spelaren i TV-pucken 1989 och fick därmed utmärkelsen Sven Tumbas stipendium.